# Phil Hughes (football)
Pour les articles homonymes, voir Philip Hughes.
Philip Anthony Hughes, plus connu sous le nom de Phil Hughes (né le 19 novembre 1964 à Belfast en Irlande du Nord) est un footballeur international nord-irlandais, qui évoluait au poste de gardien de but, avant de devenir ensuite entraîneur.

## Biographie

### Carrière de joueur

#### Carrière en club
Philip Hughes joue principalement en faveur des clubs de Leeds United, Bury et Wigan.
Il dispute plus de 200 matchs au sein des championnats anglais. Il joue notamment six matchs en deuxième division avec Leeds.

#### Carrière en sélection
Philip Hughes joue trois matchs en équipe d'Irlande du Nord entre 1986 et 1987.
Il reçoit sa première sélection le 15 octobre 1986, contre l'Angleterre, dans le cadre des éliminatoires de l'Euro 1988 (défaite 3-0 à Londres). Il joue ensuite lors de ces mêmes éliminatoires, une rencontre face à la Turquie (match nul et vierge à Izmir).
Il joue son dernier match en équipe nationale le 18 février 1987, en amical contre Israël (match nul 1-1 à Ramat Gan).
Il figure dans le groupe des sélectionnés lors de la Coupe du monde de 1986. Lors du mondial organisé au Mexique, il officie comme gardien remplaçant, et ne joue aucun match.